# Béla Duránci
Bela Duranci (Tomori pustara, Bač, 5. srpnja 1931.), vojvođanski je povjesničar umjetnosti, likovni kritičar, kroničar, erudit i pisac. Dalji je rođak Lajče Budanovića (Budanović je Duranciju dalji ujak).

## Životopis
Rodio se u Baču 1931. u obitelji Slovaka Jovana(Jan) i bunjevačke Hrvatice Katice. Majčina obitelj bila je iz tog kraja, a otac se kao bilježnik doselio u taj kraj. Odatle je s obitelji Duranci otišao živjeti u Selenču, Monoštor te u Bođane. U Bođanima je vidio freske Hristifora Žefarovića. Tu se prvi put sreo s visokom umjetnošću što je utjecalo na izbor njegovog životnog zvanja. Gimnaziju je upisao u Somboru, a završio u Subotici. U Suboticu je došao početkom siječnja 1945. i za stalno ostao u njoj. Izbivao je samo kad je otišao studirati u Beograd gdje je diplomirao povijest umjetnosti na Filozofskom fakultetu. Iz poštovanja prema ljudima s kojima je živio, naučio je srpski, mađarski i njemački.
Kratko je izbivao iz Subotice dok je bio školski tajnik i nastavnik crtanja u Bajmaku. 
Radni je vijek proveo u Subotici gdje je radio u brojnim kulturnim ustanovama, a i sam je osnovao brojne kulturne ustanove (1962. Galerija Likovni susret ). U Subotici je prvo radio izvan likovne umjetnosti. Bio je sreski porezni inspektor. 1959. prešao je u Gradski muzej u Subotici u kojem je postao kustos. Radio je u njemu do 1975. godine. Neko je vrijeme interventno predavao povijest umetnosti u subotičkoj gimnaziji nakon tragične smrti nastavnika. Poslije je bio zaštitar Doma kulture. Surađivao je s Međuopćinskim zavodom za zaštitu spomenika kulture, kojem je bio suosnivač 1980. godine. Kroničar je likovnog života preko 45 godina. Umirovio se 1984. godine. Unatoč tome, nastavio je plodni autorski rad. I prije i poslije nego što se umirovio je postavljao izložbe, kojih je postavio na stotinjke.
Veliki su doprinos kulturi njegova djela o vojvođanskom likovnom životu 18. i 19. stoljeća, a iznimno je cijenjeno njegovo poznavanje mađarske secesije u arhitekturi, prepoznatljivom obilježju grada Subotice. 2001. je godine dobio nagradu Ferenc Bodrogvári.
Pisao je za Subotičke novine. Članom je Savjeta za kulturu Izvršnog vijeća AP Vojvodine (uz Zoltána Siflisa, Berislava Skenderovića i druge)
Protagonist je dokumentarnog filma Branka Ištvančića Od zrna do slike.

## Djela
Objavio je preko dvadesetak knjiga i preko stotinjak separata.
Izbor iz djela:
- A vajdasagi epiteszeti szecesszio , 1983. (Arhitektura secesije u Vojvodini) (fotografije: Augustin Juriga)
- Oromi szallasok , 1984.
- Subotica: slike, reči, zvuci/Szabadka: kepekben, szavakban, zeneben (suautori Boško Krstić, Tomislav Vojnić, Eva Bačlija i dr., fotografije Zlatko Jovanov i Augustin Juriga.
- Umetničke kolonije, 1989. Fotografije Vilmos Bertalan, György Maki, Augustin Juriga i Aleksandar Sedlak. Dizajn: mr. Ivan Hegediš. Urednik: Milovan Miković
- Slikar Stipan Kopilović : 1877. – 1924., 1990. fotografije Augustin Juriga. Dizajn: mr. Ivan Hegediš. Urednik: Milovan Miković
- Slikar Stipan Kopilović : 1877. – 1924.(reizdano 2011.; fotografije Augustin Juriga, urednik Tomislav Žigmanov, stručna suradnica Olga Šram, likovna oprema Darko Vuković, teh. urednik Gábor Mészáros)[3]

- Donacija dr. Vinka Perčića, umjetnine zavičajne zbirke , 1996. (fotografije: Augustin Juriga)
- Nesto Orčić, monografija, 2007. (Naco Zelić, Béla Duránci, Andrija Kopilović, Marija Šercer, Drago Miletić, Stano Jančić, urednik Milovan Miković
- Splav fregate Meduza, dnevničke bilješke, 2011.[4]

## Nagrade
Dobitnik je brojnih nagrada.
- Pro urbe, 1996.
- nagrada Ferenc Bodrogvári, 2001.
- nagrada Bela Kondor, za razvitak grafike, 2008.
- počasni građanin Subotice, 2008.

## Vanjske poveznice
- SUgrađani: Bela Duranci - "Doktore, ja nemam vremena umreti!"  Subotica.com. 20. rujna 2020.